# Anisodes australis
Anisodes australis là một loài bướm đêm trong họ Geometridae.